# La Biolle
La Biolle is een gemeente in het Franse departement Savoie (regio Auvergne-Rhône-Alpes). De plaats maakt deel uit van het arrondissement Chambéry. La Biolle telde op 1 januari 2022 2.922 inwoners.

## Geografie
De oppervlakte van La Biolle bedroeg op 1 januari 2022 13,04 vierkante kilometer; de bevolkingsdichtheid was toen 224,1 inwoners per km².

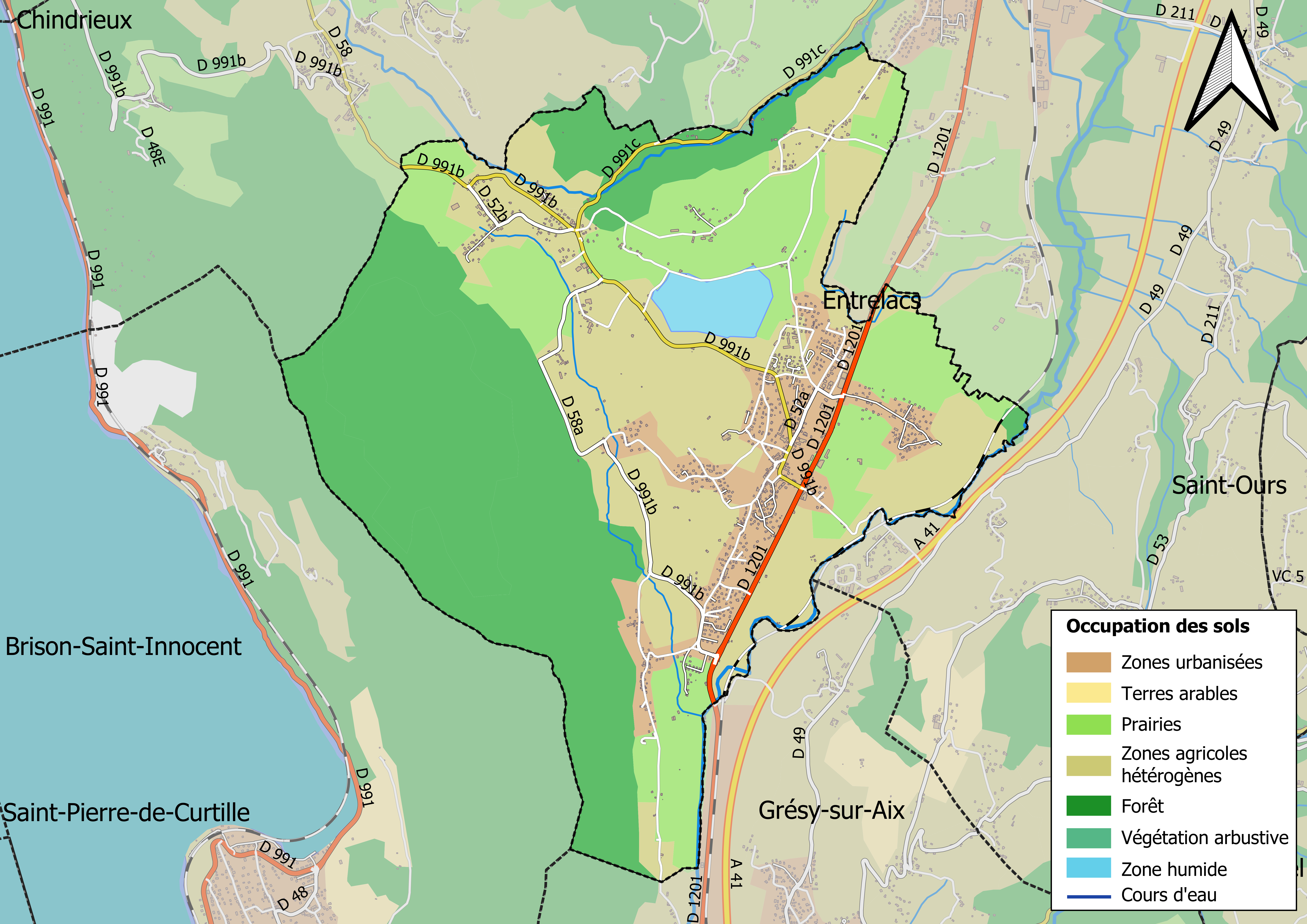
Kaart van de gemeente met de belangrijkste infrastructuur, bodemgebruik en omliggende gemeenten

## Demografie
Onderstaande figuur toont het verloop van het inwonertal (bron: INSEE-tellingen).

## Geboren
- Joseph-François Michaud (1767-1839), historicus, schrijver, lid van de Académie française